# Saison 1 des Médicis : Maîtres de Florence
Chronologie
Saison 2
Cet article présente le guide des épisodes de la première saison de la série télévisée italo-britannique Les Médicis : Maîtres de Florence
Cette saison est intitulée : Maîtres de Florence.

## Synopsis
Nous sommes à Florence en 1429, Giovanni De Médicis est un richissime banquier et patriarche de la famille Médicis. Il trouve un moyen d'augmenter le pouvoir de sa famille en concluant un nouvel accord avec l'Église de Rome. Il envoie donc ses deux enfants Cosimo De Médicis et Lorenzo De Médicis afin d'encourager la nomination d'un nouveau Pape proche de la famille Médicis. À Rome, Cosimo est tombé sous le charme des architectures et de l'art où il fait également la rencontre du sculpteur Donatello et de l'un de ses modèles Bianca dont il tombe vite amoureux. Son père ne voyant pas son fils épouser une paysanne, il force la jeune femme à ne plus jamais revoir Cosimo en échange de quelques pièces d'or et force celui-ci à épouser Contessina de Bardi, un mariage politique arrangé entre les pères des deux futurs époux. Le candidat pourvu au rôle du nouveau Pape est élu, ce qui assure à la famille Médicis une puissance économique sans précédent.
Vingt ans plus tard, Giovanni est empoisonné à mort alors qu'il venait à son habitude goûter une grappe de raisin de son vignoble. Ses enfants, Cosimo et Lorenzo tentent d'enquêter secrètement afin de découvrir qui aurait pu en vouloir à mort à leur père. Pendant ce temps, la situation politique est troublée dans la cité de Florence et des complots visant à renverser le pouvoir de la famille Médicis ont d'ores-et-déjà commencé. Cosimo tente de réaliser son rêve en achevant le dôme de la Cathédrale mais aucun architecte ne semble avoir la solution pour soutenir un tel édifice sans qu'il ne s'écroule. En réunissant quelques uns des plus grands architectes, il fait la rencontre de Filippo Brunelleschi qui lui présente alors une solution pour achever le dôme. Cosimo décide alors de lui faire confiance et la construction du dôme commence, amenant par la même occasion de nouveaux emplois et de nouvelles personnes au sein de la cité. Pendant ce temps, le mystère entourant la mort de Giovanni reste irrésolu et tandis qu'il continue de s'épaissir, Rinaldo degli Albizzi tente de bloquer la construction et incite le peuple à se soulever contre les Médicis.

## Distribution

### Acteurs principaux
- Richard Madden (VF : Julien Lucas) : Cosimo De Médicis
- Stuart Martin (VF : Benjamin Egner) : Lorenzo De Médicis
- Annabel Scholey (VF : Ariane Aggiage) : Contessina De Bardi
- Guido Caprino (VF : Bruno Magne) : Marco Bello
- Dustin Hoffman (VF : Richard Leblond) : Giovanni De Médicis
- Alessandro Sperduti (VF : Martin Faliu) : Piero De Médicis
- Valentina Bellè (VF : Anne Tilloy) : Lucrezia Tornabuoni

### Acteurs récurrents
- Lex Shrapnel (en) (VF : David Krüger) : Rinaldo degli Albizzi
- Daniel Caltagirone : Andrea de' Pazzi
- Ken Bones (VF : Michel Voletti) : Ugo Bencini
- Brian Cox (VF : Thierry Murzeau) : Bernard Guadagni
- Alessandro Preziosi : Filippo Brunelleschi
- Frances Barber (VF : Sylvie Genty) : Piccarda de Bueri
- Sarah Felberbaum : Maddalena
- Miriam Leone (VF : Ludivine Maffren) : Bianca
- Fortunato Cerlino (VF : Franck Dacquin) : Mastro Bedrani

### Invités
- Tatjana Nardone : Emilia
- David Bamber : Le Pape Eugène IV

## Liste des épisodes

### Épisode 1:Péché originel
- Italie : 18 octobre 2016 sur Rai 1
- États-Unis : 9 décembre 2016 sur Netflix
- France : 25 octobre 2016 sur Altice Studio (en VF)

- Italie : 8,04 millions de téléspectateurs[1]

Giovanni di Bicci de' Medici, le patriarche de la dynastie Médicis, meurt empoisonné après avoir mangé du raisin enduit de ciguë. Cosimo, son fils ainé, prend la tête de la banque familiale et réussit à obtenir le poste laissé vacant à la Signoria malgré l'opposition de la famille Albizzi. Nouveau chef de la famille, Cosimo demande au fidèle Marco Bello de trouver les responsables de la mort de son père.

### Épisode 2:Un dôme et un toît
- Italie : 18 octobre 2016 sur Rai 1
- États-Unis : 9 décembre 2016 sur Netflix
- France : 25 octobre 2016 sur Altice Studio (en VF)

- Italie : 7,14 millions de téléspectateurs[1]

L'antagonisme de Cosimo à l'encontre de Rinaldo degli Albizzi se renforce quand, sous son impulsion, Florence s'engage dans la guerre contre Lucques, guerre qui se révèle coûteuse, ruine le commerce florentin et réduit le peuple à la misère. Afin de fournir du travail aux Florentins parmi lesquels la révolte gronde, Cosimo décide d'achever la construction du dôme de la cathédrale. Pour cela il utilise l'argent du pape et confie l'ouvrage à Filippo Brunelleschi, architecte impétueux et génial. Marco Bello découvre l'origine du poison qui a tué Giovanni mais l'apothicaire qui l'a fourni est poignardé avant d'avoir révélé le nom de son client.

Vingt ans plus tôt, Giovanni organise le mariage de son fils aîné avec la fille d'une famille aristocratique ruinée, Contessina de' Bardi. Cosimo n'obéit qu'à contre cœur et se montre distant à l'égard de sa jeune épouse.

### Épisode 3:Le fléau de Dieu
- Italie : 25 octobre 2016 sur Rai 1
- États-Unis : 9 décembre 2016 sur Netflix
- France : 25 octobre 2016 sur Altice Studio (en VF)

- Italie : 6,73 millions de téléspectateurs[2]

La peste ravage Florence et la famille Médicis se réfugie dans une de ses villas à la campagne. Malgré cela, Lucrezia, épouse de Piero, perd l'enfant qu'elle attend et Piccarda de Bueri, mère de Cosimo, meurt de la peste après avoir conseillé à son fils de retourner à Florence. Cosimo découvre une ville en plein chaos : les cadavres et les agonisants jonchent les rues et Rinaldo degli Albizzi, proclamant que Cosimo est responsable de l'épidémie, a persuadé les ouvriers de détruire le dôme. Cosimo décide alors d'abriter les malades dans la cathédrale ce qui interrompt la destruction de sa coupole et lui attire la sympathie de la population. Marco Bello découvre à qui appartient le poignard qui a servi à tuer l'apothicaire, il s'agit de Lorenzo, frère cadet de Cosimo.

### Épisode 4:Le jour du jugement
- Italie : 25 octobre 2016 sur Rai 1
- États-Unis : 9 décembre 2016 sur Netflix
- France : 25 octobre 2016 sur Altice Studio (en VF)

- Italie : 6,32 millions de téléspectateurs[2]

Rinaldo degli Albizzi accuse Cosimo tout à la fois d'avoir tué le médecin et l'apothicaire qui auraient découvert l'empoisonnement de Giovanni, de vouloir devenir le tyran de Florence et de pratiquer l'usure. La famille Médicis n'est pas d'accord sur la stratégie de défense à adopter. Piero décortique les livres de comptes pour prouver que son père est honnête mais personne ne l'écoute ; Contessina essaie de corrompre certains membres de la Signoria mais ses tentatives se retournent contre l'accusé et enfin, Lorenzo puise dans les caisses de la banque pour louer les services du condottiere Sforza et assiège la ville. Malgré cela, Rinaldo obnubilé par sa haine envers Cosimo, refuse de plier bien qu'il sache que Florence est dans l'incapacité de se défendre contre les troupes de Sforza.

Vingt ans plus tôt, sur les conseils de Giovanni, Cosimo se lie d'amitié avec le fier et aristocratique Rinaldo et c'est bien involontairement qu'il fournit à son père les informations qui permettent au rusé banquier de porter un rude coup aux affaires des Albizzi.

### Épisode 5:Tentations
- Italie : 1er novembre 2016 sur Rai 1
- États-Unis : 9 décembre 2016 sur Netflix
- France : 25 octobre 2016 sur Altice Studio (en VF)

- Italie : 6,50 millions de téléspectateurs[3]

Dès son arrivée dans la Sérénissime, Cosimo demande aux Vénitiens d'intervenir pour abréger son exil. Mais, soucieux de ménager une alliée riche et puissante, le doge refuse. Cependant Cosimo ne désespère pas de s'attirer ses bonnes grâces et lui annonce qu'il va faire construire une magnifique bibliothèque. Alors que Piero se languit de rentrer, Lucrezia et Cosimo participent à la vie mondaine. C'est au cours d'un banquet qu'il remarque une splendide servante, Madalena, esclave du doge qui s'empresse de la lui offrir. D'abord réticent, Cosimo finit par céder aux charmes de cette femme, non seulement belle et intelligente, mais qui a eu l'habileté de s’intéresser, comme lui, au dessin et à l'architecture. Par ailleurs, un cousin des Médicis les informe que le duc de Milan est prêt à les accompagner militairement pour reconquérir Florence. Malgré les encouragements de Lorenzo, Cosimo hésite car, outre la détestation séculaire que se vouent Florentins et Milanais, il craint un piège que les informations collectées par Marco Bello lui confirment.

Contessina est non seulement privée de sa famille mais ostracisée par la bonne société florentine. C'est donc avec plaisir qu'elle revoit un ancien soupirant, Ezio Contarini, venu dans la capitale toscane pour mettre au point le mariage de sa nièce avec un aristocrate florentin. Elle en informe Cosimo qui s'empresse de conseiller au doge de demander la main de la jeune fille pour son fils, véritable bon à rien qui ne songe qu'à faire la fête.

### Épisode 6:Ascension
- Italie : 1er novembre 2016 sur Rai 1
- États-Unis : 9 décembre 2016 sur Netflix
- France : 25 octobre 2016 sur Altice Studio (en VF)

- Italie : 6,02 millions de téléspectateurs[3]

Les Médicis reprennent leur place à Florence et la Signoria demande avec véhémence la tête de Rinaldo degli Albizzi, désormais considéré comme traitre. Mais, réfugié à Florence chez les Médicis, le pape Eugène IV, ami des Albizzi, demande à Cosimo d'intercéder en faveur de Rinaldo. Pour complaire à ce riche client de la banque, Cosimo accepte de plaider la cause de son ennemi et obtient l'exil pour lui et son fils. Marco Bello qui n'est pas indifférent à la belle Madalena, la met en garde contre l'inconstance des grands tout en l'assurant de son soutien indéfectible. Après avoir organisé l'union de son frère Lorenzo avec la noble Ginevra Cavalcanti, Cosimo négocie leur solde avec les mercenaires, engagés par Albizzi, qui terrorisent la population florentine.

Cependant les relations restent tendues entre Cosimo et Contessina surtout lorsque celle-ci découvre que son mari a ramené une maitresse de Venise. Entre les deux époux éclate une violente dispute qui se conclut par une étreinte impétueuse. La nuit suivante, Cosimo n'ouvre pas sa porte à Madalena.

### Épisode 7:Purgatoire
- Italie : 8 novembre 2016 sur Rai 1
- États-Unis : 9 décembre 2016 sur Netflix
- France : 25 octobre 2016 sur Altice Studio (en VF)

- Italie : 6,42 millions de téléspectateurs[4]

La mort d'Albizzi permet à Cosimo de faire élire Mastro Bredani, un modeste marchand d'huile qui lui est dévoué, au poste vacant de la Signoria ; mais celui-ci est rapidement assassiné et remplacé par Andrea de Pazzi. Cosimo est hanté par la mort des Albizzi et de plus en plus désireux de savoir qui a tué son père. Marco Bello finit par lui révéler que le poignard qui a tué l'apothicaire appartient à son frère que Cosimo confine immédiatement dans sa chambre. Alors que Marco Bello et Madalena cèdent à leur attirance réciproque, les rumeurs sur l'implication de Cosimo dans l'assassinat des Albizzi amènent le pape à quitter la maison des Médicis.

### Épisode 8:Révélations
- Italie : 8 novembre 2016 sur Rai 1
- États-Unis : 9 décembre 2016 sur Netflix
- France : 25 octobre 2016 sur Altice Studio (en VF)

- Italie : 6,26 millions de téléspectateurs[4]

L’ambitieux Pazzi profite de la discorde entre les Médicis et le pape pour se faire confier la profitable gestion des biens de l’Église. De son côté, Cosimo promet à l'évêque mercenaire Vitelleschi de financer son armée afin qu'il libère Rome et permette au pape d'y retrouver sa souveraineté. De plus, il demande à Lorenzo de trouver des preuves de l'assassinat de Bredani : Lorenzo retrouve le criminel qu'il capture grâce à l'aide de Marco Bello et auquel il fait écrire une confession compromettant Pazzi. Lorenzo est assassiné mais il a eu le temps de confier la lettre d'aveux à sa famille qui la remet au pape.